# Norman Lear

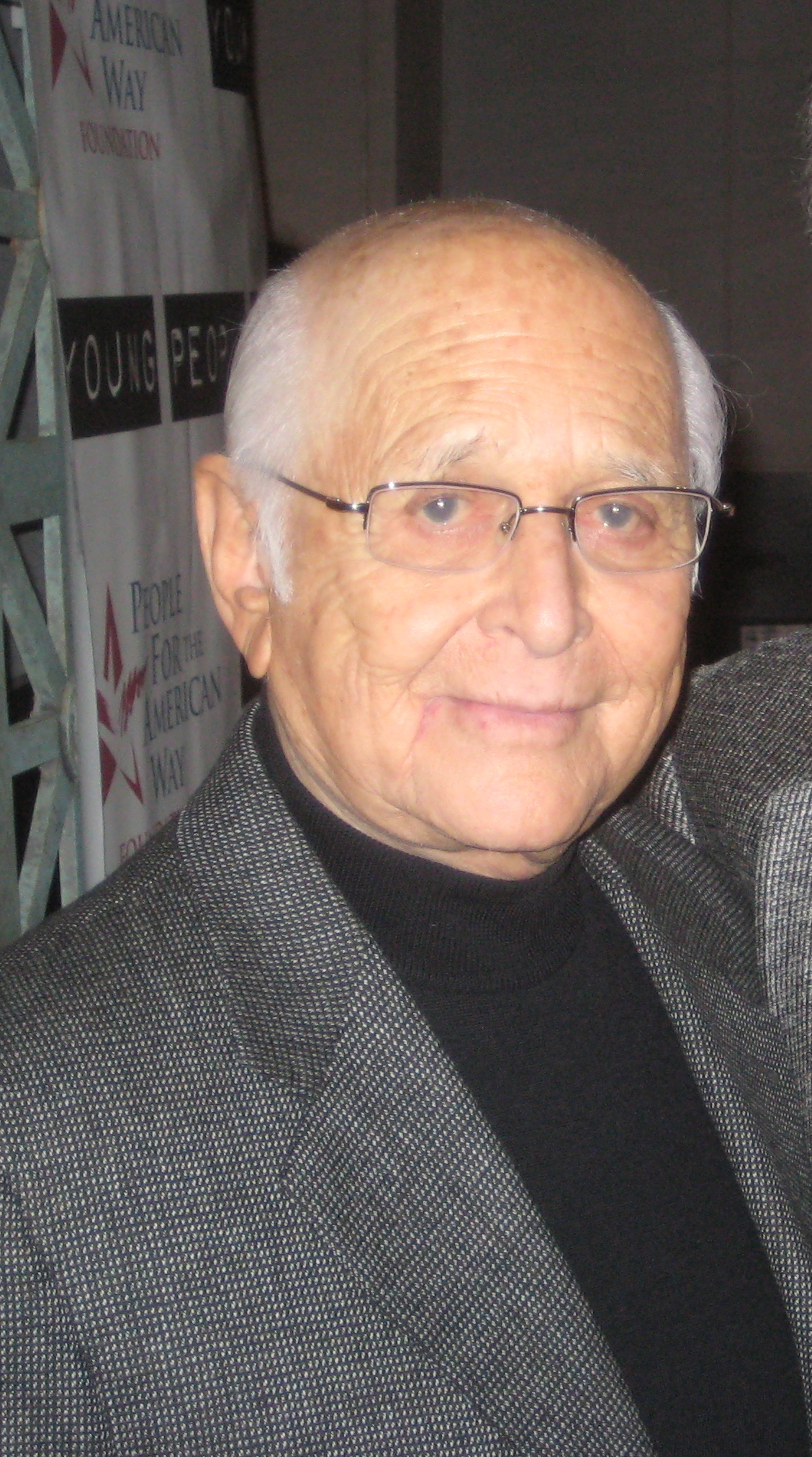
Norman Lear (2008)

Norman Lear (* 27. Juli 1922 in New Haven, Connecticut; † 5. Dezember 2023 in Los Angeles, Kalifornien) war ein US-amerikanischer Fernsehautor und Produzent. Er schuf und produzierte verschiedene erfolgreiche Serien wie All in the Family, Sanford and Son, One Day at a Time, Die Jeffersons, Good Times und Maude. Seine Serien prägten insbesondere das Sitcom-Genre mit der Einführung von politischen und sozialen Themen in dieses.

## Leben
Lear studierte am Emerson College in Boston, verließ das College aber 1942, um in die Air Corps der US-Armee (den Vorgänger der US Air Force) einzutreten. Er wurde mit der Air Medal ausgezeichnet und diente bis 1945.
Er arbeitete zunächst als Drehbuchautor für Komödien. Später wurde er Filmregisseur, schrieb und produzierte unter anderem 1963 die Frank-Sinatra-Komödie Wenn mein Schlafzimmer sprechen könnte und 1967 den Film Scheidung auf amerikanisch und führte 1971 bei Der 25 Millionen Dollar Preis (original Cold Turkey) Regie – beide Filme mit Dick Van Dyke in der Hauptrolle.
Lears außerordentlicher Erfolg begann damit, dass er sich 1970 bemühte, ABC eine Idee für eine Serie zu verkaufen, die das Leben einer einfachen Familie der Arbeiterklasse zeigt. Das Format Til Death Do Us Part kam aus England. Bis dahin hatte die Mehrheit amerikanischer Sitcoms nur ideale Vorbildfamilien gezeigt. Obwohl die 1960er Jahre sehr ereignisreich waren, hatten ABC und die anderen Fernsehanstalten heikle Themen beharrlich vermieden. Lear produzierte zwei Pilotfolgen, die ABC ablehnte. Er stellte noch eine dritte her, die CBS kaufte. Die erste Ausstrahlung war am 12. Januar 1971. Die Serie florierte im Sommer (die Jahreszeit, in der das amerikanische Fernsehen normalerweise Wiederholungen zeigt). 1971–1972 kletterte All in the Family rasch bis an die Spitze bei den Einschaltquoten. Für die nächsten vier Jahre blieb die Serie auf dem ersten Platz.
Lears zweiter Erfolg basierte auch auf einer englischen Serie, diesmal Steptoe and Son. Diese Serie war nicht politisch. Hauptpersonen sind ein alter, verwitweter Mann und sein Sohn, die zusammen leben und ein wenig erfolgreiches Schrottgeschäft betreiben. In der englischen Version stammen die Männer aus dem Cockney-Viertel Londons, dem East End. Die Menschen in Lears Version von Sanford and Son sind Schwarze aus dem armen Watts-Viertel von Los Angeles. Fred G. Sanford, von dem berühmten schwarzen Komiker Redd Foxx dargestellt, ist ein besonders mürrischer Typ Mann, fast so vorurteilsbehaftet wie Archie Bunker.
Lear bestand darauf, dass man seine Serien vor echtem Publikum aufnehmen solle. Diese Methode, erst in den 1950er Jahren entwickelt und ein Riesenerfolg mit I Love Lucy, war Anfang der 1970er Jahre allmählich verschwunden, da es leichter und billiger war, das Gelächter künstlich hinzuzufügen („laughtrack“). Lear glaubte, dass das Timing und die Leistung der Schauspieler viel besser seien, wenn sie die Reaktionen der Zuschauer hören könnten. Dank Lears Überzeugung hatte in den 1970ern diese längst bewährte Technik eine Wiedergeburt.

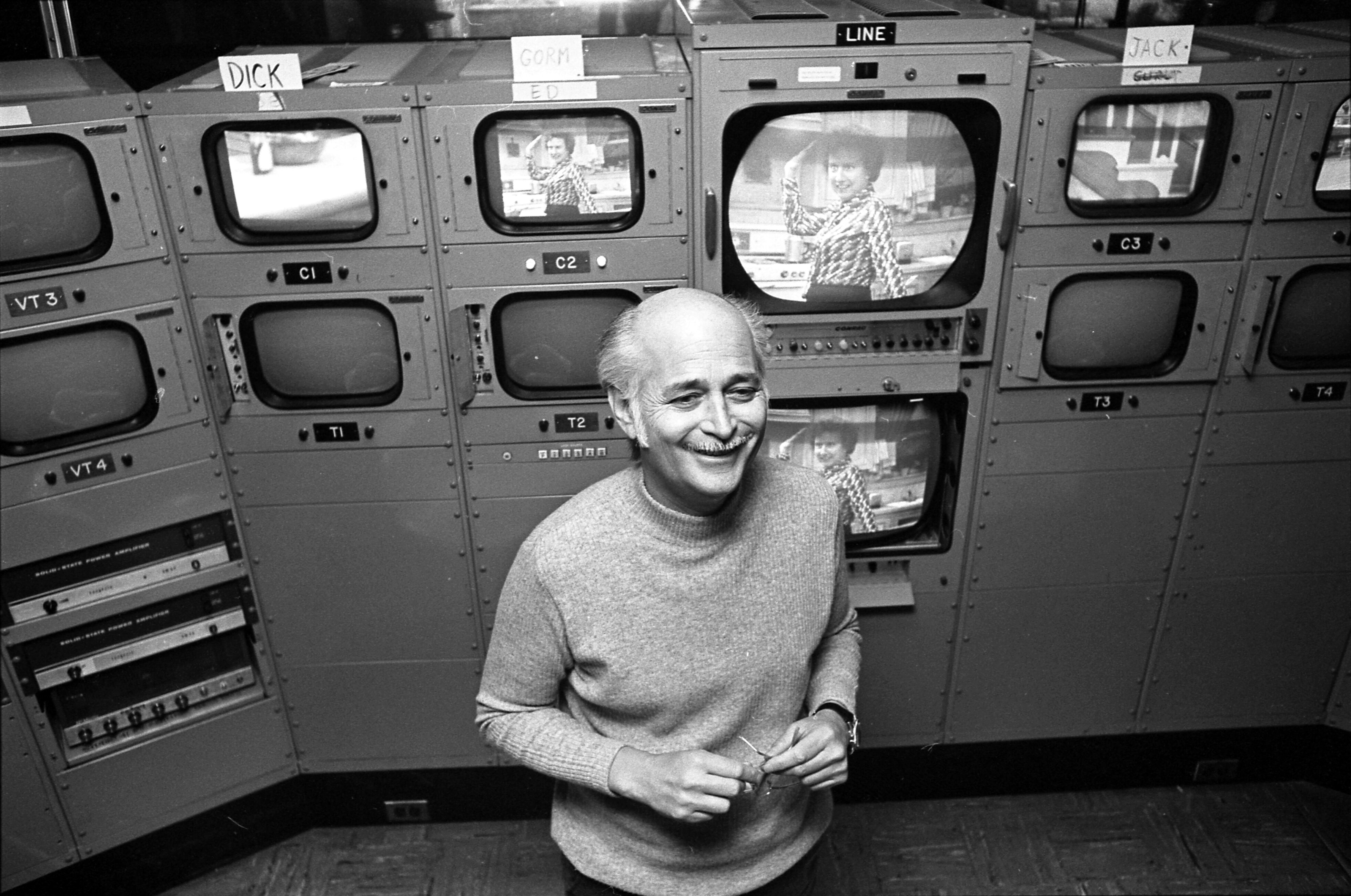
Norman Lear (1975)

Lears langjähriger Partner bei der Produktion war Bud Yorkin, der Hauptproduzent von Sanford and Son war. Er trennte sich zwar 1975 von Lear, aber ihre Firma, Tandem Productions, wurde nicht aufgelöst. Im selben Jahr gründeten Lear und sein Talentagent, Jerry Perenchio, T.A.T. Communications; manchmal verwies man auf beide Firmen als Tandem/T.A.T. Lear war damit einer der erfolgreichsten unabhängigen Fernsehproduzenten der 1970er Jahre. Obwohl die Themen, mit denen Lears Programme sich beschäftigten, inzwischen ansatzweise überholt sind, bleiben die Serien noch populär, und man kann sie auf DVD kaufen.
Ab Beginn der 1990er Jahre scheiterten Lears Bemühungen, sich weiter in der Fernsehbranche zu betätigen, in den meisten Fällen. Er wohnte in Shaftsbury (US-Bundesstaat Vermont) in einem Haus, in dem einst der Dichter Robert Frost lebte. 1999 kaufte Lear zusammen mit seinem Geschäftspartner Hal Gaba das Jazzlabel Concord Records, das die Heimat zahlreicher Jazzgrößen ist, darunter Barney Kessel, Jeannie und Jimmy Cheatham.
Lear und Robert Kaufman waren bei der Oscarverleihung 1968 für das Drehbuch zu Scheidung auf amerikanisch  für den Oscar nominiert. Außerdem gewann er drei Mal den Emmy und wurde für acht weitere nominiert. 1975 wurde er mit einem Stern auf dem Hollywood Walk of Fame geehrt. Ferner wurde er mehrfach von der Writers Guild of America ausgezeichnet.
Bei den virtuellen Creative Emmy Awards am 15. September 2020 gewann Lear für „Ausgezeichnetes Varieté-Special (Live)“, mit 98 Jahren und 50 Tagen. Mit diesem Emmy wurde Lear zum ältesten Emmy-Preisträger.
2021 wurde ihm der Carol Burnett Award zugesprochen.

## Zivilgesellschaftliches Engagement
Norman Lear war lange Zeit gesellschaftlich engagiert, indem er eine Reihe von liberalen und linksorientierten Projekten unterstützte. 1978 gründete er die Interessengruppe „People for the American Way“ mit der ausdrücklichen Absicht, den wachsenden Einfluss der „Religious Right“ streng konservativer amerikanischer Kirchen zu kontern. 
Lear gründete die Organisation Declare Yourself, um 18- bis 29-Jährige zu ermuntern, sich für Wahlen registrieren zu lassen und zu wählen.
Zuletzt arbeitete er mit Arianna Huffington in Fernsehspots, die die möglichen Gefahren durch große Geländewagen (Sport Utility Vehicles, SUVs) verdeutlichen.
1999 wurde er durch Präsident Bill Clinton mit der National Medal of Arts ausgezeichnet.

## Fernsehserien
Von Top Gun Productions:
- 1959–1961: Der zweite Mann (The Deputy)

Von Tandem Productions:
- 1971–1979: All in the Family
- 1972–1977: Sanford and Son
- 1972–1978: Maude
- 1974–1979: Good Times
- 1978–1986: Diff’rent Strokes
- 1979–1983: Archie Bunker’s Place
- 1982–1983: Gloria

Von T.A.T. Communications/Embassy Television/ELP Communications:
- 1975–1985: Die Jeffersons (The Jeffersons)
- 1975–1977: Mary Hartman, Mary Hartman
- 1975–1984: One Day at a Time
- 1977–1978: Fernwood 2 Night
- 1979–1988: The Facts of Life
- 1982–1987: Silver Spoons
- 1982–1983: Square Pegs
- 1984–1992: Wer ist hier der Boss? (Who’s the Boss?)
- 1985–1990: 227
- 1987–1997: Eine schrecklich nette Familie (Married … with Children)